# Alta Val Strona e Val Segnara
Alta Val Strona e Val Segnara è il nome di un'area naturale protetta appartenente alla rete Natura 2000 e classificata come zona di protezione speciale situata in Piemonte nella provincia del Verbano-Cusio-Ossola.

## Collocazione
L'area protetta si estende per 4 020 ettari nel territorio dei comuni di Calasca-Castiglione e Valstrona e comprende due aree separate dalla linea di spartiacque che ha ai suoi estremi il Monte Capezzone (2421 m s.l.m.) e la Punta dell'Usciolo (2186 m s.l.m.).
Mentre la Val Strona si rivolge verso il Lago d'Orta, la Val Segnara è una vallata laterale della Valle Anzasca.
L'area si sovrappone in parte con il Parco naturale dell'Alta Val Sesia e dell'Alta Val Strona e comprende completamente l'Area contigua Alta Val Strona; all'interno della zona di protezione speciale è compreso inoltre il sito di interesse comunitario "Campello Monti" (IT1140003).

## Fauna
Benché attraversata da una buona rete escursionistica, nell'area per via della sua morfologia piuttosto aspra vi sono limitate attività antropiche, è pertanto garantito un ottimo stato di conservazione dell'ambiente naturale e del patrimonio di avifauna, le specie rilevate, presenti o nidificanti, sono settanta.
La maggior parte delle specie presenti sono legate all'ambiente boschivo che si estende su larga parte della superficie, soprattutto in Val Segnara, tra queste vi sono la nocciolaia, il crociere e il ciuffolotto. A quote più elevate, nei lariceti, si trovano numerosi esemplari di gallo forcello, nelle praterie alpine a quote più elevate si incontrano spioncelli, fringuelli alpini, sordoni, codirosso spazzacamino, stiaccini e zigoli muciatti.
Nelle aree più aperte vi sono alcune coppie di coturnice e pernice bianca.